# Facelift
Facelift es el álbum de estudio debut de la banda de grunge estadounidense Alice in Chains. Fue publicado el 21 de agosto de 1990 a través del sello discográfico Columbia Records. Como parte del movimiento grunge, fue el primer álbum del sonido de Seattle en ingresar al top 50 de Billboard.
A diferencia de sus demos iniciales, el álbum presenta un sonido más metálico contrapuesto con una sensibilidad melódica. Por otra parte, sus letras expresaban depresión, malhumor, angustia y dolor. Fue apoyado por los sencillos «We Die Young» y «Man in the Box», con el último siendo nominado como mejor interpretación de hard rock en los Premios Grammy de 1992.

## Historia y grabación
El promotor local Randy Hauser escuchó un concierto de la banda, y les ofreció pagarles por la grabación de un demo. Desafortunadamente, un día antes de grabar en Music Bank Studios, la policía cerró el lugar después del mayor allanamiento de marihuana en la historia de Seattle, ocurrido en ese preciso lugar. El demo final se nombró The Treehouse Tapes y llegó a manos de Kelly Curtis y Susan Silver, mánager de la banda de Seattle Soundgarden. Curtis y Silver le pasaron este demo al representante de las discográficas Columbia Records y A&M Records Nick Terzo, quien organizó una reunión con el presidente de las discográficas, Don Ienner. Ienner, basado en The Treehouse Tapes contrató a Alice in Chains para Columbia Records en 1989.
Rápidamente, Alice in Chains se volvió la mayor prioridad para la discográfica, quien lanzó la primera obra de Alice in Chains, el EP promocional We Die Young. El sencillo principal de este EP, We Die Young, se volvió un gran éxito en las radios que pasaban heavy metal. Después de este éxito, la discográfica puso a Alice in Chains con el productor Dave Jerden para preparar su primer álbum de estudio. Facelift fue grabado en London Bridge Studio en Seattle y en Capitol Recording Studio en Hollywood desde diciembre de 1989 hasta abril de 1990.

## Lanzamiento y recepción
Facelift fue lanzado el 21 de agosto de 1990, llegando al puesto número 42 de la Billboard 200 en el verano de 1991. El álbum contenía a los sencillos "We Die Young", "Man in the Box", "Sea of Sorrow" y "Bleed the Freak", todos ellos acompañados por vídeos musicales de alta rotación por canales de televisión como MTV, salvo "Bleed the Freak". El álbum fue muy bien aclamado por la crítica, con Steve Huey, del sitio Allmusic diciendo: "Una de las grabaciones más importantes que permitieron establecer una audiencia para el grunge y el rock alternativo". Fue el primer álbum grunge en alcanzar más del puesto número 50 en la Billboard 200, y el segundo después de Louder than Love, de Soundgarden, en alcanzar el puesto número 1 en el Top Heatseekers, gracias principalmente a las canciones Man in the Box y We Die Young.
El álbum no fue un éxito instantáneo. En los primeros seis meses vendió solamente 40,000 copias, hasta que MTV puso el vídeo de "Man in the Box" en alta rotación. El sencillo llegó al puesto número 18 en el Mainstream Rock Charts, y su sencillo siguiente, "Sea of Sorrow", llegó al puesto número 27, y en seis semanas, Facelift vendió 400,000 copias en los Estados Unidos. Facelift fue premiado con la certificación de Oro según la RIAA para finales de 1990. Alice in Chains fue nominado en 1992 al Premio Grammy de Mejor Interpretación de Hard Rock por "Man in the Box", perdiendo frente a Van Halen. El video musical de "Man in the Box" fue nominado para Mejor Vídeo Heavy Metal/Hard Rock en la Entrega de Premios MTV de 1991.
Quedando en el top de los ranking como la mejor banda de Grunge.

## Lista de canciones
| N.º   | Título                         | Letras           | Música                            | Duración |  |
| 1.    | «We Die Young»                 | Cantrell         | Cantrell                          | 2:32     |  |
| 2.    | «Man in the Box»               | Staley           | Cantrell                          | 4:46     |  |
| 3.    | «Sea of Sorrow»                | Cantrell         | Cantrell                          | 5:49     |  |
| 4.    | «Bleed the Freak»              | Cantrell         | Cantrell                          | 4:01     |  |
| 5.    | «I Can't Remember»             | Staley, Cantrell | Cantrell                          | 3:42     |  |
| 6.    | «Love, Hate, Love»             | Staley           | Cantrell                          | 6:26     |  |
| 7.    | «It Ain't Like That»           | Cantrell         | Cantrell, Mike Starr, Sean Kinney | 4:37     |  |
| 8.    | «Sunshine»                     | Cantrell         | Cantrell                          | 4:44     |  |
| 9.    | «Put You Down»                 | Cantrell         | Cantrell                          | 3:16     |  |
| 10.   | «Confusion»                    | Staley           | Cantrell, Starr                   | 5:44     |  |
| 11.   | «I Know Somethin' ('Bout You)» | Cantrell         | Cantrell                          | 4:22     |  |
| 12.   | «Real Thing»                   | Staley           | Cantrell                          | 4:03     |  |
| 54:02 |                                |                  |                                   |          |  |

## Créditos y personal
Alice in Chains
- Layne Staley – Voz principal.
- Jerry Cantrell – Guitarra, segunda voz, talk box en «Man in the Box».
- Mike Starr – Bajo, segunda voz en «Confusion».
- Sean Kinney – Batería, voces adicionales, piano en «Sea of Sorrow».

Apoyo y producción
- Dave Jerden – Ingeniero de grabación, mezcla y producción.
- Ron Champagne – Ingeniería adicional.
- Leslie Ann Jones – Asistente de ingeniería.
- Bob Lacivita – Asistente de mezcla.
- Eddy Schreyer – Masterización.
- Kelly Curtis, Susan Silver – Management.
- Nick Terzo – A&R.
- Peter Fletcher – Gerente de producto.
- Kevin Shuss – Voces de apoyo adicionales.

## Posicionamiento en listas
| Listas (1991-92)               | Mejor posición |
| ------------------------------ | -------------- |
| Canadá (RPM 100 Albums)        | 58             |
| Estados Unidos (Billboard 200) | 42             |

### Sencillos
| Sencillo         | Lista (1992)              | Posición |
| ---------------- | ------------------------- | -------- |
| "Man in the Box" | US Mainstream Rock Charts | 18       |
| "Sea of Sorrow"  | US Mainstream Rock Charts | 27       |

## Certificaciones
| País (Certificador) | Certificación | Ventas certificadas |
| --- | ------------- | ------------------- |
| Estados Unidos (RIAA) | 3× Platino    | 3 000 000*          |
| Reino Unido (BPI) | Plata         | 60 000*             |
| ^cifras de envíos basadas únicamente en la certificación xcifras no especificadas basadas únicamente en la certificación |               |                     |